# Le Serpent d'airain (Michel-Ange)
Le Serpent d'airain est une fresque (585 × 985 cm) réalisée par Michel-Ange, datable vers 1511-1512, laquelle fait partie de la décoration du plafond de la chapelle Sixtine, dans les Musées du Vatican à Rome, commandée par Jules II.

## Histoire
Michel-Ange a commencé à peindre les travées de la voûte en commençant près de la porte d'entrée utilisée lors des entrées solennelles du pontife et de son entourage dans la chapelle, pour terminer par la travée au-dessus de l'autel. Le serpent d'airain (Livre des Nombres, 21, 1-9), qui orne le pendentif à gauche de l'autel, est donc l'une des dernières scènes à être réalisée.

## Description et style

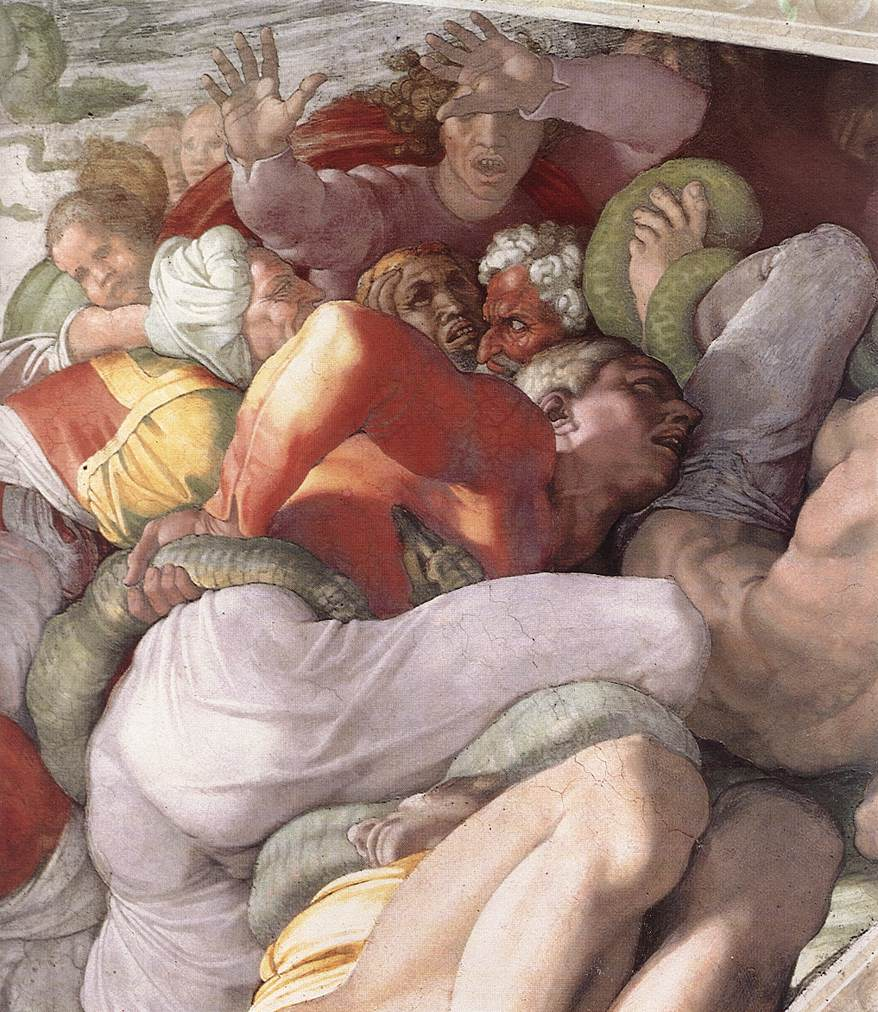
Détail.

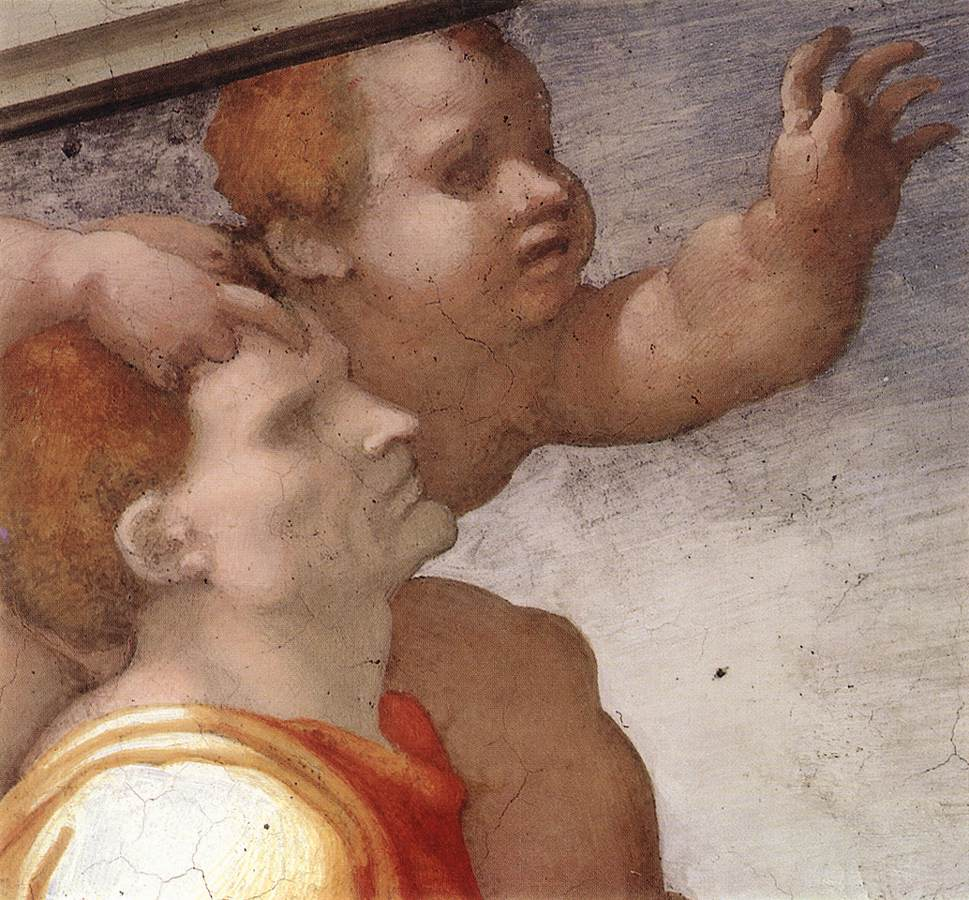
Détail.

Le Serpent d'airain est l'un des quatre pendentifs avec des histoires de l'Ancien Testament, liées à la protection par Dieu du peuple d'Israël. Les Israélites, coupables de paroles contre Dieu et Moïse, sont punis par l'envoi de serpents venimeux destinés à tuer les pécheurs. Moïse, cependant, pris de pitié et repentant de son accès de colère, forge un serpent de bronze (Nehushtan) : quiconque, mordu par des serpents venimeux, peut être sauvé en le regardant .
La scène punitive occupe une grande partie du pendentif de droite, avec un tumulte indescriptible de corps entrelacés, rendu encore plus expressif par les couleurs violentes et l'utilisation de couleurs irisées, notamment dans les tons rouges et jaunes. Les visages se transforment en masques hurlants de terreur et les hommes tourbillonnent, comme celui à moitié nu au premier plan, dont les jambes sont pliées et vu la tête en bas. Au centre, se trouve le serpent d'airain, dressé, et à gauche, les survivants qui implorent du regard et en faisant de grands gestes, pour être sauvés.
Très admirée par Vasari, la fresque est un modèle inspirant pour une certaine lignée de maniéristes, en particulier de Giulio Romano à Vasari lui-même.
Dans cette scène, comme dans les autres immédiatement à proximité, l'artiste insiste particulièrement sur les aperçus, en relation avec une lecture des fresques qui doit principalement se faire le long de l'axe central, de la porte de cérémonie à l'autel.
D'un point de vue iconologique, la scène est une préfiguration de la crucifixion de Jésus : on lit dans l'Évangile de Jean « comme Moïse a élevé le serpent de bronze dans le désert, ainsi le fils de l'homme sera élevé » (3: 14).
Quelques rectangles foncés témoignent de l'état des peintures avant la restauration.

## Analyse
Le Serpent d'airain est l'une des peintures les plus complexes de la voûte de la Sixtine. Le moment de l'élévation d'un serpent de bronze par Moïse, dont la vue protège de la menace mortelle, est mis en scène de manière dramatique : à droite de l'image, les juifs maugréant sont terrassés par des serpents venimeux, à gauche, ils sont sauvés par la vue résolument contemplative de l'image en bronze.
Cette représentation, qui se prête parfaitement aux réflexions des théoriciens modernes de l'image, ne possède que peu de modèles possibles (Steinmann, 1905). Michel-Ange s'est écarté des représentations antérieures en ne montrant pas même Moïse, la figure centrale (Charles de Tolnay), ou seulement d'une manière qui ne permet pas de l'identifier clairement. Une des œuvres considérée comme une source d'inspiration formelle de la représentation de la lutte entre l'homme et les serpents est le Laocoon découvert en 1506 (Roberto Salvini, 1965 ; Bober/Rubinstein, 1986).